# Dynamisk triangulering
Dynamisk triangulering är en teori om hur man ska lyckas föra ihop Einsteins allmänna relativitetsteori med kvantmekaniken för att få kvantgravitation. Den är nära relaterad till loopkvantgravitation. Den dynamiska trianguleringen kan vara en möjlig väg att göra strängteorin bakgrundsberoende.
Den dynamiska trianguleringens kvantrymd är ett simplex komplex. Simplex är en struktur som delar in tidsrymden i små triangelsektioner. Man kan genom detta likna den dynamiska trianguleringens rymd som ett nätverk av trianglar. Kantlängderna är fasta och det enda som kan varieras är hur elementen sätts ihop till det simplexa komplexet.  
Teorin använder sig av en trianguleringsprocess som är dynamiskt varierande och som följer bestämda regler. 
Det finns två typer av dynamisk triangulering. Dessa är euklidisk dynamisk triangulering och relativistisk dynamisk triangulering.  

## Euklidisk dynamisk metod
Den euklidiska har i tredje och fjärde dimensionen två faser som på engelska kallas crumble och elongated. Det har gjorts forskning som visar att det finns liknande faser även i den tionde dimensionen, men då blir gravitationskonstanten negativ. Det innebär att den fysiska positiva gravitationskonstanten inte fungerar på andra dimensioner än 3, 4 och 5. Detta försvagar den euklidiska trianguleringen som kvantteori och forskare är idag i stort sett eniga om att den inte fungerar, eftersom den inte ger relativitetsteori som approximation.

## Relativistisk dynamisk metod
Den andra typen av dynamisk triangulering, den relativistiska, skulle däremot kunna fungera. 
Inom denna metod finns olika inriktningar, bland andra Lorentziansk och kausal. 

### Kausal relativistisk metod
Kausal dynamisk triangulering är framarbetad av Renate Loll, Jan Ambjørn och Jerzy Jurkiewicz. Teorin är ett alternativt försök att närma sig kvantgravitation och är nära besläktad med loopkvantgravitation och kausala mängder. Kausal dynamisk triangulering och kausala mängder liknar varandra genom att båda teorierna använder sig av en kausal struktur i sin tidsrymd och att båda är bakgrundsberoende. Det som skiljer teorierna från varandra är att kausala mängders närmande är allmän, medan den kausala dynamiska trianguleringen förutsätter en speciell relation mellan tidsrymdens händelser och geometri. Kausal dynamisk triangulering är lik loopkvantgravitationen genom spinnskummet.